# Гринь, Виктор Яковлевич
Ви́ктор Я́ковлевич Гринь (род. 1 января 1951, Москаленский район, Омская область, РСФСР, СССР) — российский государственный деятель, юрист. Заместитель генерального прокурора РФ (2006—2021).
Ранее занимал должности прокурора Красноярского края (2001—2006), прокурора Читинской области (2000—2001), первого заместителя прокурора Омской области (1997—2000). Государственный советник юстиции 1 класса, заслуженный юрист РФ, почётный работник прокуратуры РФ, награжден медалью ордена «За заслуги перед Отечеством» II степени, медалью Столыпина П. А. II степени.
Фигурант американского списка Магнитского и его английского варианта, фамилия Гриня также внесена в санкционный список президента Украины в связи с делом Савченко. Информационные источники утверждали, что Виктор Гринь являлся «правой рукой» и «членом ближнего окружения» генпрокурора Юрия Чайки, а «правой рукой» Гриня являлся один из начальников управления Генпрокуратуры по надзору за расследованием особо важных дел Сергей Бочкарев.

## Семья
Елена — старшая дочь Гринь. Виктор Гринь также имеет дочь Викторию, по утверждению журнала «Forbes», её супруг, тоже уроженец Омска, Роман Никифоров, будучи зятем Гринь, длительное время возглавлял московскую Останкинскую межрайонную прокуратуру, позже окружную прокуратуру СЗАО, ранее работал в спецкомендатуре.
Отец Виктора Гринь — Яков Христианович Гринь был «…бессменный председатель колхоза в Сибири на протяжении 30 лет, хозяйствовал в Москаленском районе Омской области, 12 трудовых наград, в том числе два ордена Ленина», — так писал известный журналист Владилен Лех в очерке о Грине, опубликованном в газете «Омский вестник» № 100 от 28 мая 1997 года.

## Биография
Виктор Яковлевич Гринь родился 1 января 1951 года в селе Новоалексеевка Москаленского района Омской области.
1968—1969 — рабочий-бетонщик завода керамзито-железобетонных изделий Омского треста «Железобетон».
1969—1971 — служба в Советской Армии.
1971—1971 — слесарь цеха керамзитового гравия завода керамзито-железобетонных изделий треста «Железобетон», г. Омск
1971—1972 — моторист машиностроительного конструкторского бюро, г. Омск
1972—1976 — студент Свердловского юридического института. По утверждению журналиста и писателя Владилена Леха, еще студентом Гринь получил служебное удостоверение сотрудника прокуратуры, причем за полтора месяца практики закончил производство восьми уголовных дел из разряда сложных, в том числе убийства.
1976—1978 — стажер, следователь прокуратуры Советского района г. Омска Омской области. За восемь месяцев стажировки Виктор Гринь отправил в суд около 30 уголовных дел, из которых больше десятка — убийства.
1978—1979 — помощник прокурора Советского района г. Омска Омской области
1979—1980 — прокурор отдела общего надзора прокуратуры Омской области
1980—1986 — помощник, старший помощник прокурора г. Омска Омской области, занимался проверками некачественного строительства.
1986—1988 — прокурор Куйбышевского района г. Омска Омской области
1988—1992 — начальник отдела по надзору за следствием и дознанием в органах внутренних дел прокуратуры Омской области, г. Омск
1992—1994 — прокурор города Омска
1994—1997 — заместитель прокурора Омской области. Гринь вернулся к следственной практике в должности начальника следственного управления Омска, расследовал областные дела по «чеченским авизо», деятельность местных ОПГ, преступлениями в экономической сфере, серийными и заказными убийствами.
1997—2000 — первый заместитель прокурора Омской области, г. Омск
2000—2001 — прокурор Читинской области, г. Чита
2001—2006 — прокурор Красноярского края, г. Красноярск
2006—2021 — заместитель Генерального прокурора Российской Федерации.
В задачи Гриня входило курирование управления по расследованию особо важных дел, управления по надзору за исполнением законов о федеральной безопасности, межнациональных отношениях и противодействии экстремизму.

## Критика
- Неоднократно Гринь критиковался за активное участие в межведомственных конфликтах, в первую очередь с СКР, отношения с которым не заладились спустя месяц после начала работы следственного комитета, впрочем, Гринь, сразу после назначения заместителем генпрокурора, начал жёстко соперничать с другим новым заместителем — Александром Бастрыкиным, будущим главой СКР[17]. К примеру, в 2007 году Виктор Гринь отменил постановление следствия о возбуждении в отношении господина Сторчака второго уголовного дела, что стало поводом для крупного конфликта между Генпрокуратурой и следственным комитетом при прокуратуре РФ[18], в декабре этого же года, к возмущению главы СК Александра Бастрыкина, заместитель генпрокурора Виктор Гринь издал приказ о проведении проверки комитета[19], ранее заместитель генпрокурора РФ Виктор Гринь пытался спасти коррумпированного генерал-лейтенанта Госнаркоконтроля Александра Бульбова от расследования СКР[20], в 2015 году разразился аналогичный скандал с Глебом Фетисовым. Немало неприятностей создал Гринь Бастрыкину по делу Серенко, Гринь отказывался утверждать обвинительное заключение[21].
- В 2016 году непосредственно[22] Гринь принял крайне непопулярное в СКР решение передать уголовное дело о коррупции в системе СКР из центрального аппарата комитета в следственное управление ФСБ, до этого Гринь имел серьёзные противоречия по «игорному делу» с прокурором Московской области Александром Аникиным[23] и следователем СКР Денисом Никандровым[24], по мнению последнего, Гринь предвзято определил подследственность дела о перестрелке на Рочдельской улице к ФСБ из мести за «игорное дело подмосковных прокуроров»[25] 2011 года.
- В 2011 году и ранее многочисленные источники указывали на давний межведомственный антагонизм Бастрыкина и Гриня[26], по этому поводу, а также в связи с тем, что прокурор Гринь, по сути, мешал следствию по делу о подмосковных казино, крайне резко выступил Сергей Доренко, к примеру, так журналист описал известные[27] попытки Гриня не допустить соглашения со следствием прокурора Ногинска Владимира Глебова:

Гринь есть зам Чайки, который не велит судить прокурора Ногинска, а тот так хочет быть осужденным и судимым, что подал в суд на Гриня. «Гринь, скотина, можно меня осудят?». А тот говорит: «Нет, ибо не дам тебе уронить светлое звание человеческое»… Сколько есть сообщений про прокурорское дело о казино, столько есть упоминаний фамилии Гриня, который следит, чтобы следствию служба медом не казалась и, по существу, мешает следствию. — Сергей Доренко, «Подъём» от 21 июля 2011 года на «РСН».
В игорном деле подмосковных прокуроров, результатом которого стала массовая отставка руководства подмосковной прокуратуры, Гриня частенько обвиняли в доведении до самоубийства надзирающего за ФСБ прокурора Сизова:

По данным наших источников, уже сегодня в СКР планируют возбудить уголовное дело по статье 110 УК РФ: доведение до самоубийства. В качестве главного подозреваемого в нём будет фигурировать заместитель генпрокурора Виктор Гринь.— «Дважды убитый», «Московский Комсомолец» №25689 от 11 июля 2011, Александр Хинштейн.
В рамках того же игорного дела, Гриня упрекали в принуждении к отставке ставшего неугодным принципиального прокурора Московской области Александра Аникина, продолжением «войны компроматов», в частности, с Андреем Марковым из регионального СКР, и даже спасением управделами Генпрокуратуры генерала Алексея Староверова, предоставлявшего жилище и оружие членам «Банды ГТА»
- Виктор Гринь был одним из людей, подписавших в 2009 году обвинительное заключение по уголовному делу Сергея Магнитского, за что критиковался либеральной общественностью, в том же году «большое раздражение в Кремле» вызвало письмо Гриня, по сути, саботирующее Федеральный закон «О декриминализации налоговой сферы»[35].

## Цитаты
- Часто проверяю себя — не очерствел ли, не стал ли излишне жёстким в решениях, есть ли сочувствие к людям? — размышляет вслух В. Гринь. — Для меня сопереживание — как личный допуск к продолжению многолетней службы в органах прокуратуры…— Виктор Яковлевич Гринь, «Омский вестник», №100 от 28 мая 1997 года.
По сути, В. Я. Гринь свободно пересказал журналисту наказ Ф. Э. Дзержинского, который поучал сотрудников правоохранительных органов: «Кто из вас очерствел, чьё сердце уже не может чутко и внимательно относиться к терпящим бедствие, те уходите из этого учреждения».